# Nuoto ai campionati europei di nuoto 2022 - 400 metri misti femminili
La gara dei 400 metri misti femminili dei campionati europei di nuoto 2022 si è svolta il 13 agosto 2022. Al mattino si sono svolte le batterie, mentre la finale si è disputata nel pomeriggio.

## Podio
| Pos.    | Atleta                     | Nazione     |
| ------- | -------------------------- | ----------- |
| Oro     | Viktória Mihályvári-Farkas | Ungheria    |
| Argento | Zsuzsanna Jakabos          | Ungheria    |
| Bronzo  | Freya Colbert              | Regno Unito |

## Record
Prima della manifestazione il record del mondo (RM), il record europeo (EU) e il record dei campionati (RC) erano i seguenti.
|  | 4'26"36 | Katinka Hosszú | 6 agosto 2016 Rio de Janeiro |
|  | 4'26"36 | Katinka Hosszú | 6 agosto 2016 Rio de Janeiro |
|  | 4'30"90 | Katinka Hosszú | 16 maggio 2016 Londra        |

Durante la competizione non sono stati migliorati record.

## Risultati

### Batterie
| Pos. | Batteria | Corsia | Atleta                     | Nazionalità | Tempo       | Note |
| ---- | -------- | ------ | -------------------------- | ----------- | ----------- | ---- |
| 1    | 2        | 5      | Viktória Mihályvári-Farkas | Ungheria    | 4'41"01     | Q    |
| 2    | 1        | 3      | Zsuzsanna Jakabos          | Ungheria    | 4'41"30     | Q    |
| 3    | 1        | 5      | Ilaria Cusinato            | Italia      | 4'44"89     | Q    |
| 4    | 2        | 4      | Katinka Hosszú             | Ungheria    | 4'45"07     |      |
| 5    | 2        | 3      | Sara Franceschi            | Italia      | 4'45"55     | Q    |
| 6    | 2        | 6      | Freya Colbert              | Regno Unito | 4'46"39     | Q    |
| 7    | 1        | 2      | Alba Vázquez               | Spagna      | 4'46"72     | Q    |
| 8    | 2        | 2      | Katie Shanahan             | Regno Unito | 4'47"30     | Q    |
| 9    | 1        | 6      | Zoe Vogelmann              | Germania    | 4'48"03     | Q    |
| 10   | 1        | 4      | Mireia Belmonte            | Spagna      | 4'48"18     |      |
| 11   | 1        | 8      | Nikoleta Trníková          | Slovacchia  | 4'49"41     |      |
| 12   | 2        | 8      | Lisa Nystrand              | Svezia      | 4'50"40     |      |
| 13   | 2        | 7      | Francesca Fresia           | Italia      | 4'50"88     |      |
| 14   | 1        | 1      | Alexandra Dobrin           | Romania     | 4'51"17     |      |
| 15   | 1        | 7      | Giulia Goerigk             | Germania    | 4'51"68     |      |
| 16   | 2        | 1      | Lea Polonsky               | Israele     | 4'53"35     |      |
| 17   | 2        | 0      | Ambre Franquinet           | Belgio      | 4'55"74     |      |
| 18   | 2        | 9      | Ieva Maļuka                | Lettonia    | 4'59"02     |      |
| DNS  | 1        | 0      | Réka Nyirádi               | Ungheria    | Non partita |      |

### Finale
| Pos. | Corsia | Atleta                     | Nazionalità | Tempo   | Note |
| ---- | ------ | -------------------------- | ----------- | ------- | ---- |
|      | 4      | Viktória Mihályvári-Farkas | Ungheria    | 4'37"56 |      |
|      | 5      | Zsuzsanna Jakabos          | Ungheria    | 4'39"79 |      |
|      | 2      | Freya Colbert              | Regno Unito | 4'40"06 |      |
| 4    | 6      | Sara Franceschi            | Italia      | 4'40"91 |      |
| 5    | 7      | Alba Vázquez               | Spagna      | 4'42"40 |      |
| 6    | 3      | Ilaria Cusinato            | Italia      | 4'44"24 |      |
| 7    | 1      | Katie Shanahan             | Regno Unito | 4'49"38 |      |
| 8    | 8      | Zoe Vogelmann              | Germania    | 4'49"38 |      |